# Pointless Nostalgic
Pointless Nostalgic - album Jamiego Culluma wydany w 2002, a nagrany wiosną 2001 roku jest mieszaniną standardów jazzowych, coverów oraz autorskich nagrań Cullum'a.

## Lista utworów
1. "You and the Night and the Music" – 4:09
2. "I Can't Get Started" – 5:15
3. "Devil May Care" – 3:24
4. "You're Nobody till Somebody Loves You" – 3:43
5. "Pointless Nostalgic" – 4:03
6. "In The Wee Small Hours Of The Morning" – 6:28
7. "Well, You Needn't" – 3:21
8. "It Ain't Necessarily So" – 4:31
9. "High And Dry" – 4:54
10. "Too Close For Comfort" – 3:25
11. "A Time For Love" – 5:06
12. "Lookin' Good" – 3:10
13. "I Want To Be A Popstar" – 4:02

## Twórcy
- Jamie Cullum - wokal, fortepian
- Martin Shaw - trąbka
- Martin Gladdish - puzon
- Matt Wates - wysoki saksofon
- Dave O'Higgins - niski saksofon
- Geoff Gascoyne - gitara basowa
- Sebastian de Krom - perkusja

Geogg Gascoyne był producentem albumu, wraz z Sebastianem de Kromem do dziś grają z Jamiem Cullum'em.